# My Mind Makes Noises
My Mind Makes Noises è il primo album in studio del gruppo musicale britannico Pale Waves, pubblicato nel 2018.

## Tracce
1. Eighteen – 3:00
2. There's a Honey – 3:50
3. Noises – 4:06
4. Came in Close – 3:03
5. Loveless Girl – 3:04
6. Drive – 4:14
7. When Did I Lose It All? – 3:57
8. She – 4:14
9. One More Time – 2:39
10. Television Romance – 3:24
11. Red – 3:56
12. Kiss – 3:10
13. Black – 3:54
14. Karl (I Wonder What It's Like to Die) – 3:39

## Formazione
- Heather Baron-Gracie – voce, chitarra
- Ciara Doran – batteria, sintetizzatore, programmazione
- Hugo Silvani – chitarra
- Charlie Wood – basso

## Classifiche
| Classifica (2018) | Posizione raggiunta |
| ----------------- | ------------------- |
| Regno Unito       | 8                   |